# Kłara Gusiewa
Kłara Iwanowna Gusiewa, po mężu Niestierowa (ros. Клара Ивановна Гусева (Нестерова); ur. 8 marca 1937 w Pieczersku, zm. 12 maja 2019 w Moskwie) – rosyjska łyżwiarka szybka reprezentująca Związek Radziecki, złota medalistka olimpijska.

## Kariera
Największy sukces w karierze Kłara Gusiewa osiągnęła w 1960 roku, kiedy zwyciężyła w biegu na 1000 m podczas igrzysk olimpijskich w Squaw Valley. W zawodach tych wyprzedziła bezpośrednio Helgę Haase z NRD oraz swą rodaczkę Tamarę Ryłową. Na tych samych igrzyskach była też szósta w biegu na 500 m oraz czwarta na 1500 m, przegrywając walkę o podium z Polką Heleną Pilejczyk. Na rozgrywanych cztery lata później igrzyskach olimpijskich w Innsbrucku czwarte miejsce zajęła na dystansie 3000 m. W walce o medal wyprzedziła ją Walentina Stienina. Nigdy nie zdobyła medalu na mistrzostwach świata, jej najlepszym wynikiem było piąte miejsce wywalczone podczas wielobojowych mistrzostw świata w Tønsbergu w 1961 roku. Kilkakrotnie zdobywała medale mistrzostw kraju, w tym złoty na 1000 m oraz srebrne w wieloboju i biegach na 500 i 1500 m, a także brązowe medale w biegu na 1000 m w latach 1957, 1963 i 1965.
Zginęła w wypadku drogowym, potrącona przez samochód. Pochowana na Cmentarzu Chowańskim w Moskwie.